# Черв'яга чорна
Черв'яга чорна (Caecilia nigricans) — вид безногих земноводних родини черв'яг (Caeciliidae).

## Поширення
Вид поширений в Еквадорі, Колумбії та Панамі. Трапляється на тихокеанському острові Горгона. Природними місцями проживання є субтропічні або тропічні вологі рівнинні ліси, плантації, сільські сади і деградовані ліси. У Панамі відзначена у національному парку Дар'єн.